# Masirana taioensis
Masirana taioensis là một loài nhện trong họ Leptonetidae.
Loài này thuộc chi Masirana. Masirana taioensis được miêu tả năm 2005 bởi Irie & Ono.